# Приреченский сельсовет (Оренбургская область)
Приреченский сельсовет — сельское поселение в Новоорском районе Оренбургской области Российской Федерации.
Административный центр — село Центральная Усадьба совхоза «Новоорский».

## История
9 марта 2005 года в соответствии с законом Оренбургской области № 1905/313-III-ОЗ образовано сельское поселение Приреченский сельсовет, установлены границы муниципального образования.

## Население
| 2010  | 2012  | 2013  | 2014  | 2015  | 2016  | 2017  |
| ----- | ----- | ----- | ----- | ----- | ----- | ----- |
| 1728  | ↘1713 | ↘1686 | ↘1668 | ↘1651 | ↘1637 | ↘1627 |
| 2018  | 2019  | 2020  | 2021  |       |       |       |
| ↘1625 | ↘1598 | ↘1571 | ↘1544 |       |       |       |

## Состав сельского поселения
| № | Населённый пункт                         | Тип населённого пункта       | Население |
| - | ---------------------------------------- | ---------------------------- | --------- |
| 1 | Красноуральск                            | село                         | 293       |
| 2 | Плодовое                                 | село                         | 83        |
| 3 | Центральная Усадьба совхоза «Новоорский» | село, административный центр | 1352      |